# クリスマス・ファンタジー
クリスマス・ファンタジー (Christmas Fantasy) は、1983年から2017年までクリスマスシーズンに東京ディズニーランド (TDL) で行われたスペシャルイベントの総称である。開催の時期やイベント内容などは各年で異なる。2018年以降は、名称を「ディズニー・クリスマス」に変更している。

## 概要
1983年の東京ディズニーランドのグランドオープンの年から実施されている。
東京ディズニーランドの5周年および10周年の時はイベントの名称が「クリスマス・ファンタジー・パーティー」に変更された。
1990年まではイベントの開催期間は数週間のみだったが（期間中の前半の火・水曜が休園日だったこともあった）、開始時期が次第に早まり、1997年以降は11月上旬から約2か月に渡って開催されている。1993年以前は12月26日以降も続けて開催されていたこともあった。1994年以降は一部アトラクションを除き12月25日までの期間で開催されている。なお、アメリカ合衆国の「ディズニーランド」では公現祭となる翌年1月上旬までクリスマスイベントを行っている。香港ディズニーランドは日本と同じく12月25日までの開催である。
デコレーション
イベント期間中は、ワールドバザール交差点の高さ15メートルのクリスマスツリーをはじめとして、パーク内でクリスマスのデコレーションが飾られる。
この期間中はプラザをはじめ、ワールドバザール入り口などあちこちにクリスマスのデコレーションが行われる。
イベント内容についての詳細は、下記の各年ごとの記述を参照のこと。

## 1983年～1987年

### エンターテイメント
ツリーライティング・セレモニー
ワールドバザール中央に飾られた高さ15mのクリスマスツリーのイルミネーション点灯式。ミッキー、ミニー、ドナルド、グーフィーなどがクリスマスのコスチュームで参加。選ばれた小さなゲストがスイッチを押すことでツリーが点灯する。1990年まで公演。

## 1988年
クリスマス・ファンタジー・パーティー
開催期間
1988年12月1日〜12月29日

### エンターテイメント
ディズニー・クラシックス・オン・パレードにクリスマスのフロートやクリスマスのキャラクターが加わった。
クリスマス･ワンダーランド
キャッスルショー
ツリーライティング・セレモニー
ワールドバザールのツリーライティング・セレモニー。

## 1989年〜1990年
開催期間
- 1989年12月1日〜12月29日
- 1990年12月1日〜12月25日

### エンターテイメント
クリスマス･ワンダーランド
キャッスルショー
クリスマスファンタジー・オン・パレード
パレード
ツリーライティング・セレモニー
ワールドバザールのツリーライティング・セレモニー。

## 1991年
開催期間
1991年11月28日〜12月25日

### エンターテイメント
クリスマス･ワンダーランド
キャッスルショー。この年はシンデレラとプリンス・チャーミングがホスト。
クリスマスファンタジー・オン・パレード
パレード。
シンデレラが主役。
ベア―カントリー・クリスマス
ウエスタンランドの「カントリーベア・シアター」前で行われた。ビッグ・アル、ウエンデル、チップとデールがウエスタンスタイルのバンド「ファイブマイナーズ」の演奏に合わせてショーを繰り広げた。

## 1992年
開催期間
1992年11月26日〜12月27日

### エンターテイメント
クリスマス･ワンダーランド
キャッスルショー。1991年同様、この年はシンデレラとプリンス・チャーミングがホスト。
クリスマスファンタジー・オン・パレード
パレード。
「スプラッシュ・マウンテン」がオープンした年のため、ブレア・ラビットが参加。
ベア―カントリー・クリスマス
1991年同様、ウエスタンランドの「カントリーベア・シアター」前で行われた。
クリッターカントリー・クリスマス
夕暮れのクリッターカントリー入り口にミッキー、ミニー、ブレア・ラビットなどが登場し、生い茂る木々にイルミネーションの点灯を行った。

## 1993年
東京ディズニーランド10thアニバーサリー
クリスマス・ファンタジー・パーティー
この年はTDL10周年イベント開催のためクリスマスのキャッスルショーは開催されなかった。
開催期間
1993年11月25日〜12月26日

### エンターテイメント
クリスマス・ファンタジー・オン・パレード
1日3回公演のパレード。ミッキーのバースデーとパーク10周年をお祝いして、ミッキーたちがケーキのフロートに乗った。
このパレードには大きなミッキーのサンタバルーンが初登場した。
途中プラザテラスで停止し、ショーモードがある。ダンサーもショーモードになると衣装を脱ぎ捨て、カジュアルな格好に変身してゲストとクリスマスダンスを一緒に踊るというもの。
クリスマス・ファンタジー・パーティー
クリスマスパレードとしては、初めての夜間パレード。最後のエンディングには、キャンドルの明かりだけが灯され、「サイレントナイト」の大合唱がある。
サンタのホリデーグリーティング
プラザテラスで実施。ミッキー、ミニーが登場。音楽やダンスでクリスマスを盛り上げた。

## 1994年
開催期間
1994年11月25日〜12月25日

### エンターテイメント
メリークリスマス・トゥ・ユー
キャッスルショー。
今までのミュージカル仕立てからストーリー性のある内容に変更された。
今回のストーリーで中心の役で無名の白熊のぬいぐるみが登場した。
その他にアクロバットシーン・ラインダンスシーンなど以後のクリスマスショーの種となった。ミッキー、ミニーを始めキャラクターのコスチュームは今までとほぼ同じだが、ストーリー・音楽はこの年ではオリジナルになった。エンディングのみサンタクロースがソリに乗って登場した。
ベリーメリークリスマス
パレード。1日2回公演。
内容は前年度とほぼ同じだがショーモードは無く通過のみとなった。
ミッキーミニーが2ショットで登場する。昨年ミッキーが乗っていたクリスマスケーキのフロートにはドナルドが乗って再登場。曲は新しくリニューアルされている。
ジングルベル・グリーティング
サンタや赤鼻のトナカイのルドルフとともに、音楽やダンスでパークのクリスマスを盛り上げた。

## 1995年
開催期間
1995年11月18日〜12月25日

### エンターテイメント
クリスマス・ファンタジー
キャッスルショー。
2年ぶりに開催されたが、全体的にリニューアルされ、“なんて素敵な季節クリスマスタイム”というクリスマスソングであるIt's the most wonderful time of the yearの日本語版が流れる。
途中にはクリスマスショーとしては人工雪も降り出すという演出も初めて行われた。
エンディングにはキャロラーによるクリスマスツリーも登場し華やかに飾る。サンタクロースがソリに乗り、ステージの上部へ上がる。花火も最後には噴出する。これまでで一番大掛かりな仕掛けや演出で人気もある。また、この年だけ火薬を使ったビニールテープが噴出した演出もあった。
サンタのホリデーグリーティング
パレード。
フロートは様々な色で飾り付けされた大きなクリスマスツリーが全てのフロートにある比較的シンプルなパレード。プルートを除くビッグ7が色とりどりのサンタコスチュームで登場した。途中プラザテラスでショーモードがある。なお、このパレードはスタートがホーンテッド・マンション横だが終わりも同じホーンテッド・マンション横がゴールとなった。そのため、トゥモローランドには行かないパレードだった。
その後、このパレードの曲は2006年,2007年のクリスマスシーズン、スペシャルシークレットパレードとして行われた時にも使用された。

## 1996年
開催期間
1996年11月15日〜12月25日

### エンターテイメント
クリスマス・ファンタジー
キャッスルショー。
前年と曲順や演出が大幅変更となった。前年と同じなのはラインダンスシーンにグーフィーがチームリーダーとして登場したところのみ。
人間クリスマスツリーではダンサーに連れられてゲストの子供が天使として登場する特別な演出もあった。
なお、この年から変更になったのはオープニングでトランポリンで飛ぶダンサー、ミッキーミニーのオープニング衣装もゴージャスになっている。ホワイト・クリスマスでのダンスシーンで昨年シルバーの衣装のミッキーミニーがゴールドの衣装に変更になった。エンディングでは昨年のサンタクロースに変わりミッキーミニーがソリに乗りステージ上部へ上がる。
公演情報
- 公演回数：1日3回
- 公演場所：シンデレラ城前特設ステージ
- 鑑賞方法：椅子席での鑑賞はクリスタルパレス・レストラン前のブースで配布される座席券が必要。

ハッピーホリデークリスマス
トゥーンタウンをモチーフとした、おもちゃ箱をひっくり返したような可愛らしいフロートで登場したパレード。
先頭はサンタグーフィー。プレゼントいっぱい持って、トナカイのルドルフといっしょに登場する。ミッキーミニーのフロートと衣装のみクラシックに作られている。チップとデールのフロートはお菓子の家をモチーフしたもの、ドナルド、デージーはプレゼントに囲まれたフロートで登場。フロート数は3台と短い。
公演情報
- 公演回数：1日2回
- 公演場所：ファンタジーランドを出発し、ウエスタンランド、シンデレラ城前を通り、プラザを一周、トゥーンタウンへ帰る。

メリークリスマス・トゥ・ユー
クリスマスソングの生演奏。
公演情報
- 公演回数：1日4回
- 公演場所：プラザパビリオン・バンドスタンド

クリスマス・ドリーム・イン・ザ・スカイ
花火。

### キャラクターグリーティング
「クリスタルパレス・レストラン」および「スモールワールド・レストラン」で行われる「ディズニー・キャラクターブレックファスト」はクリスマスコスチュームで実施。
りｒ

## 1997年
開催期間
1997年11月7日〜12月25日

### エンターテイメント
ハッピーホリデークリスマス
パレード
曲は1996年と同じだが、フロートは新しくなり、最初は雪国のイメージしたものに「デール、チップ、プーさんなど」が登場し、2台目は大きなサンタミッキーのバルーンのフロートにミッキー、ミニーが登場、3代目はおもちゃの部屋をイメージしたフロートに3匹のこぶたの3人などが登場。3台という短いパレード。
クリスマス・ファンタジー
キャッスルショー
ショーの内容は昨年とほぼ同じである。曲順は1995年と同じ順に変更された。
ミッキー、ミニーを始めダンサーの衣装が今までと同じようだが、かなりグレードアップされていたようだ。ドナルドなどのキャラクターの帽子など小道具も新しくなった。
また、大きな変化は、人間クリスマスツリーは今までのもみの木カラーのグリーンから雪をかぶった白へあっという間の変身するシーンが追加された。エンディングはソリには乗らないが、ミッキーミニーがステージ上部へまた上がる。

## 1998年
東京ディズニーランド15thアニバーサリー 3rdシーズン 11月6日〜12月31日
この年は15thアニバーサリー 3rdシーズンのスペシャル・イベントとして行われた。
TDL開園15周年と言うこともあり、この年のクリスマスはカーニバル調が色濃くでたクリスマスとなった。ワールドバザールの15メートルのクリスマスツリーに「15th」というロゴが飾られたほか、今まで丸などシンプルだった小さな飾りも、一部カーニバル調の飾りで月や太陽、仮面などをかたどったものが追加された。その後、月のかたどった飾りなど一部は毎年クリスマスで見られるようになっている。
開催期間
1998年11月6日〜12月25日

### エンターテイメント
クリスマスカーニバル
半通過型パレード。1日2回公演。
ミッキーが曲に合わせて「メリークリスマス」と号令をかけると30秒ほど停止する演出がある。フロート数は4台でそのうち3台は大型である。
15周年の昼のパレード「ディズニー・カーニバル」に雰囲気を合わせたカーニバル風のフロートで、曲もカーニバル風のクリスマスソングである。
今までパレードではキャラクターの台詞は無かったが、このパレードからキャラクター達の台詞が流れるようになり、挨拶をしている。
始めはミッキー、ミニーがフロートに乗り登場する。この年のミッキー、ミニーのクリスマス衣装はカーニバル調で特徴があった。赤を基調とした衣装で特に、2本のとんがりがあるサンタ帽子をミッキーが被っていた。サンタクロースもグーフィー、ドナルド、プルートなどといっしょに大きなフロートに乗って最後に登場した。サンタクロースがパレードに登場するのは本パレードが初めてである。
しかし、総じて、登場するキャラクター数は少なく、このパレードは最初のフロートは緑と赤が基調としたもの（ミッキー、ミニー）と最後のサンタの赤のフロートにはカーニバルを盛り立てるバンドに扮したフロート（チップとデール・ドナルド・グーフィ・指揮をとるサンタ）のみキャラクターが登場しており、途中のフロートにはダンサーが乗ったゴールドの派手なフロートと雪だるまをイメージしたフロートがあった。
ビバ!マジック
キャッスルショーとして、15周年の『ビバ!マジック』が開催されていたが、特にクリスマスバージョンの変更は行われなかった。
ディズニー・カーニバル
パレード。
こちらも、15周年の『ディズニー・カーニバル』が通常のバージョンで開催された。

## 1999年
開催期間
1999年11月4日〜12月25日

### エンターテイメント

#### サンタのワンダーランド・パレード
1998年の「クリスマス・カーニバル」の時ミッキーとミニーが乗っていた緑のフロートを先頭に、新しいフロートが続くパレード。途中停止して「トナカイダンス」がある。しかし、ゲスト参加ではなくまた、ダンスタイムが極端に短い。
最初には自転車に乗ったグーフィー、そのあと「クリスマス・カーニバル」のフロートにミッキーとミニー、プルートが乗ってやってくる。ドナルド、デイジー、チップ、デールは新しいフロート。最後にはサンタさんが登場するが、このフロートも新しいもの。

#### クリスマスタウン・ファンタジー
この年から新しいショーとなった「クリスマス・ファンタジー」のメインショー。ストーリーは「クリスマスを楽しむためにある村に呼ばれたディズニーの仲間たち。ミッキーとミニーはこの村の子供たちにサンタクロースの話を始める。しばらくすると突然、本物のサンタクロースが登場し、さらにはクリスマスにかかせない、おもちゃの兵隊の行進やクリスマスキャロルなど」クリスマスショーでは定番のストーリーとなった。かなり、内容はクリスマスらしいものとなった。主役はもちろんミッキーとミニー。はじめて、プラザ中央に島のようなステージが設置され、ここからサンタクロースやトナカイ、妖精たちがキャッスルフォアコートステージまで観客席内を踊ったり、歩いていく。（現在はフォトロケーションとなっているところ。）
鑑賞方法
- 中央鑑賞エリアでの鑑賞には初回公演を除き、パーク開園から配布される入場券が必要。
- 椅子席の用意はない。

### ホリデーバンドスタンド
プラザパビリオン・バンドスタンドで公演。

## 2000年
開催期間2000年11月6日〜12月25日
エンターテイメント
サンタのワンダーランド・パレード
パレード。1日3回公演。
1999年とほぼ同じ内容で公演。あまり大きな変更はなかった。最初のミッキーの乗ったフロートは1999年では白い花をつけていたが、この年は赤い花に変更された。また、プーさんのフロートは新アトラクション「プーさんのハニーハント」がオープンするためデコレーションがグレードアップした。
クリスマスタウン・ファンタジー
キャッスルショー。1日4回公演。
1999年とほぼ同じ内容で公演。一部コーラス・アレンジが変更になったが、1999年版とあまり大きな変更はない。
1999年とこの年のビッグセブンの衣装は、2007年の「トウィンクル・ホリデーモーメント」で再登場した。

## 2001年
開催期間
2001年11月4日〜12月25日

### エンターテイメント

#### クリスマス・フォー・ユー
キャッスルショー。ミッキーたちでクリスマスの国に住むサンタクロースに手紙を渡しに行く。フィナーレではサンタクロースを乗せたソリが空を舞い、ゲストの上には雪が降り注ぐ演出が行われた。
公演情報
- 公演場所：シンデレラ城前特設ステージ
- 公演回数：1日4回

鑑賞方法
- 公演1回目は中央鑑賞エリアに直接行く。
- 公演2回目以降はパーク開園時刻より「クリスタルパレス・レストラン」前のブースにて配布される入場券が必要。入場券は1人につき3枚まで。
- いずれも定員になり次第終了。椅子席はない。

#### サンタのワンダーランド・パレード
パレード名は同じであったが、全体的にフロートが変わった。ただ、曲は変更されていない。
途中停止して「トナカイダンス」があったがこの年はここだけ多少変更された。
クリスマス・ファンタジー期間中は「ディズニー・オン・パレード/100イヤーズ・オブ・マジック」は休演。
構成
- 屋根の上のミッキー＆ミニー
  - ミッキー、ミニー、プルート
- お菓子に包まれたドナルドとデイジー
  - ドナルド、デイジー
- 白雪姫と七人のこびと
- おもちゃの汽車
  - ピノキオ、グーフィー
- サンタクロースと仲間たち

公演情報
- 公演場所：パレードルート
- 公演回数：1日2回

#### スルーフットスーのダイニング＆ファン
クリスマスの演出を追加。

#### アトモスフィアショー
クリスマスバージョンのアトモスフィアを公演。
- ヘラルドブラス
- クリスマスブラス
- クラリネット・クワイヤー
- バイシクルピアノ
- ロイヤルストリート・シックス

#### ファンタジー・イン・ザ・スカイ
クリスマスバージョンとして公演。

### フォトロケーション
メインエントランス、プラザに設置。メインエントランスに設置されたミッキーとミニーは回転している。

### プラザのブース
クリスマス限定のスペシャルグッズやスペシャルメニューを販売するワゴンが設置された。趣向を凝らした飾りつけがされている。
- デイジーのクリスマスメモリー
  - くまのプーさんのグッズを販売。
- ミニーのスウィートショップ
- チップとデールのフェイスペインティング
  - アーティストたちが3～4分でほっぺにイラストを描く。1デザイン500円。デザインは雪だるま、トナカイ、はちみつのツボ、ベル、ハチ。
- ミッキーのギフトショップ
  - ミッキーやミニーなどのキャラクターグッズを販売。
- ゼペットのクリスマストレジャー
  - ミッキーやミニーなどのキャラクターグッズを販売。
- ヒューイ・デューイ・ルーイのホリデーストア
  - くまのプーさんのグッズを販売。
- プルートのテイスティ・テイクアウト
  - ブッシュ・ド・ノエル（320円）、ホットチョコバナナドリンク、スーベニアカップ付き（470円）を販売。
- ドナルドのホリデーリフレッシュメント
  - フライドもちボール（280円）を販売。
- グーフィーのクリスマスベーカリー
  - ホワイトチョコレートムース、スーベニアカップ付き（470円）、コーヒー、スーベニアカップ付き（600円）を販売。

## 2002年
開催期間2002年11月4日〜12月25日
エンターテイメント
スパークリング・クリスマス・フォー・ユー
キャッスルショー。1日4回公演。
ディズニー・ジョリーホリデー・パレード
パレード。1日2回公演
2001年のパレードのフロートを一部使用している。ただ、全体的にパレードの全長が多少今までより長くなった。途中停止するパレードで「サンタクロースダンス」があった。しかし、このパレードも「サンタのワンダーランド・パレード」同様ゲスト参加型ではない。基本的構成も前年度の時と同じ。
また、このパレードの使用曲は2006年の「ディズニー・クリスマスドリームス・オン・パレード」でこのパレードの曲を一部アレンジした形で使用される。

## 2003年
キャッチコピーは「ようこそ、20周年のクリスマスへ」
東京ディズニーランド20thアニバーサリーを記念してワールドバザールの交差点にある高さ15メートルのクリスマスツリーにも20周年のロゴが飾られ、プラザはサンタミッキーのクリスマスプラザとなり、フォトロケーションやスペシャルブースが登場。またイッツ・ア・スモールワールドのスペシャルバージョン、イッツ・ア・スモールワールド“ベリーメリーホリデー”が始めて登場した年でもある。
開催期間
2003年11月4日～12月25日

### エンターテイメント

#### ミッキーのメリークリスマス(Mickey's Merry Christmas)
キャッスルショー。TDLに墜落してきた「赤鼻のトナカイ」ルドルフ（声:石原慎一）をミッキーたちはサンタの国へと送って行く。サンタクロースと出会ったミッキーたちは、サンタクロースがクリスマスプレゼントを造るのを手伝う。
ルドルフがTDLに墜落した身の上話をロックンロール調に歌い語りをするのが特徴的。
鑑賞方法
中央鑑賞エリアは抽選方式で配布される入場券が必要。「ミート・ザ・ワールド」が入っていた建物でパークの開園から各公演30分前まで、グループごとに1日1回抽選が可能。当選した場合のみ入場券が配布される。
公演情報
- 公演回数：1日3回
- 公演時間：約25分
- 公演場所：キャッスル・フォアコート・ステージ

#### ドリーム・オブ・クリスマス
パレード。テーマは「ミッキーたちがクリスマスに思い描く夢」。一部フロートからは雪が降る。通過型で途中ダンスタイムなどはない。
ユニットおよび出演キャラクター
1. 雪の結晶フロート：ティンカーベル
2. 緑のそりが雪の上をすべるようなフロート[注 1]：ミッキー、ミニー、スノーマン
3. お菓子の家のフロート：チップ、デール、ドナルド、ジンジャーブレッド
4. オルゴールのフロート：デイジー、マリー
5. おもちゃのようなフロート：グーフィー、ピノキオ、ジミニークリケット、ヒューイ、デューイ、ルーイ、スティッチ[注 2]
6. 大きなクリスマスツリーのフロート：七人のこびと
7. ソリとプレゼントのフロート：サンタクロース、プルート、トナカイ

公演情報
- 公演回数：1日2回
- 公演時間：約35分
- 公演場所：パレードルート
- 出演者数：約100名

#### クリスマス・ドリーム・イン・ザ・スカイ
開園20周年のクリスマスを祝うスペシャル花火。東京ディズニーシーでも公演。

#### スルーフットスーのダイニング＆ファン
クリスマスの演出を追加。

#### アトモスフィア・エンターテイメント
クリスマスバージョンとして公演。
- バイシクル・ピアノ
- クラリネット・クワイヤー
- クリスマス・ブラス
- ヘラルドブラス[10]
- サックス・ファイブ[10]

### アトラクション

#### イッツ・ア・スモールワールド"ベリーメリーホリデー"
2003年が初開催となる「イッツ・ア・スモールワールド」がクリスマスのデコレーションとなる期間限定のプログラム。
2004年1月7日まで。期間中はディズニー・ファストパスの対応となる。ミッキーマウス・レビュー横にて発券。
スイスファミリー・ツリーハウス
リビングルームにクリスマスツリーが飾られ、オルガンからはクリスマスソングが流れる。
カントリーベアシアター
12月27日まで『ジングルベル・ジャンボリー』として公演。

### キャラクターグリーティング
トゥーンタウンで会えるキャラクターがウィンターホリデー風の衣装となる。

### クリスマス・アゲイン・パスポート
東京ディズニーランド入園者が『ハーバーサイド・クリスマス』開催期間中の東京ディズニーシーへの入園チケットを割引価格で購入できる。
- 販売期間：2003年12月24日まで
- 入園対象期間：2003年12月25日まで
- 価格：大人4,300円、中人3,800円、小人3,200円（税込み）

## 2004年
キャッチコピーは「ここが、クリスマスの国」
「お菓子」をテーマにプラザはクリスマス・ファンタジー・プラザとなり、フォトロケーションやスペシャルブースが登場。ディズニードローイングクラスでサンタクロースミッキークラスが初めて開講された年でもある。
開催期間2004年11月5日〜12月25日
エンターテイメント
ミッキーのクリスマスプレゼント (MICKEY's Christmas Present)
キャッスルショー。1日4回公演（12月10日のみ3回公演）。公演時間約25分
ミッキーマウスやディズニーの仲間たちがいつもお世話になっているサンタクロースに、逆にクリスマスプレゼントをあげようとする。
ミッキー達がプレゼントを用意している一方で、サンタクロースのプレゼントに対する思いも見ることもでき、例年よりサンタクロースを前面に出したキャッスルショーである。
『美女と野獣 ベルの素敵なプレゼント』で使用された曲「クリスマスがある限り」も使用された。
ミッキーのクリスマス・オン・パレード (Mickey's Christmas on Parade)
パレード。1日2回公演。
途中何度か停止し、ショーモードとなった。1回目は「赤鼻のトナカイ」による手話、2回目は「ジングルベル」を歌い、3回目は「ひいらぎ飾ろう」のダンス。3回目のみゲストがパレードルートに出ることができた。にぎやかなパレードであった。今までで唯一サンタクロースが先頭フロートに乗っていたクリスマスパレードであった。ちなみにフロートの大半は前年使用したものにデコレーションを施したもので、最後のミッキーとミニーが乗っているお菓子のクリスマスツリーのフロートが新たに追加された。

## 2005年
「クリスマスツリー」をテーマにプラザはクリスマス・ファンタジー・プラザとなり、フォトロケーションやスペシャルブースが登場した。
開催期間2005年11月7日〜12月25日
エンターテイメント
ミッキーのマジカルクリスマスツリー (Mickey's Magical Christmas Tree)
キャッスルショー。1日4回公演（12月16日のみ3回公演）。公演時間約25分
ミッキーやその仲間達は世界で一番素敵なクリスマスツリーを作ろうと、様々なオーナメントを持ち寄るが、肝心のツリーにするもみの木が見つからない。
クリスマスソングをふんだんに取り込んだミュージカル仕立てになっている。
ショーの最後では一部のキャラクターとダンサーがステージから降りて、数分間中央鑑賞エリアのゲストにグリーティングをした。ショーの途中には、ウォルト・ディズニー・ワールドのマジック・キングダムで開催されているパレード「シェア・ア・ドリーム・カム・トゥルー・パレード」で使用されている曲が使われている。
クリスマスのキャッスルショー恒例となっていた人間クリスマスツリーはこの年を最後に現在のところ行われていない。
登場キャラクター
- ミッキーマウス、ミニーマウス、ドナルドダック、グーフィー、プルート、チップとデール
- ピノキオ、ゼペット
- 白雪姫、ドック、スリーピー、グランピー、ハッピー、バッシュフル、スニージー、ドーピー
- ファイファー、フィドラー、プラクティカル
- アリス
- フォーナ、フローラ、メリーウェザー
- サンタクロース
- テディベア

ディズニー・ジャンボ・クリスマスパレード (Disney's Jumbo Christmas Parade)
パレード。1日2回公演。
大きなバルーンのフロートが登場した。
1. ミニーのバルーンのフロートにミニー、クラリス、マリー
2. グーフィーのバルーンのフロートにグーフィー
3. チップとデールが雪遊びをしているバルーンのフロートに、チップとデール
4. ドナルドのバルーンのフロートに、ドナルド、デイジー
5. ミッキーのバルーンのフロートに、ミッキー
6. 小さなそりのフロートにサンタクロースとスティッチ

## 2006年
キャッチコピーは「今年のプレゼントは、夢いっぱいの思い出だよ」
ティンカーベルのピクシーダストにつつまれたクリスマス。初めてシンデレラ城にクリスマスデコレーションがされた。プラザはクリスマス・ファンタジー・プラザとなり、フォトロケーションやスペシャルブースが登場。ダンボや美女と野獣など例年よりも多くのフォトロケーションが登場した。
開催期間2006年11月7日〜12月25日
エンターテイメント
ディズニー・クリスマスドリームス・オン・パレード (Disney's Christmas Dreams on Parade)
パレード。1日2回公演。
様々なディズニーキャラクターがクリスマスを祝う。
クリスマスツリーのフロート、ラストのサンタクロースが乗っているフロートの2台は新規に作成されたものだが、他のフロートは昨年以前に登場していたもの。
ミッキーとミニーのフロートは2003年のクリスマスパレード「ドリーム・オブ・クリスマス」で使用されたものを一部デコレーションを変えて使用した。（2003年のクリスマス・パレードで使用されたミッキーとミニーのフロートである。2人が乗ったそりは緑から赤に、装飾も変更している。）
通常の昼のパレード「ディズニー・ドリームス・オン・パレード"ムービン・オン"」のフロートと、2006年4月15日〜7月13日にかけて開催されたスペシャルイベント『リロ&スティッチのフリフリ大騒動〜Find Stitch!〜』で行われたパレード「フリフリ・オハナ・バッシュ」で使用されたフロートにクリスマスデコレーションなどを施したものを使用している。
音楽も新しく構成されたものではなく、2002年の『クリスマス・ファンタジー』で行われた「ディズニー・ジョリーホリデー・パレード」の楽曲をベースにしている。（日本語歌詞が英語歌詞になっていたり、一部キャラクターの台詞が新しくなっていたりと変更点はある。）
このパレードの開催期間中は、『ディズニー・ドリームス・オン・パレード"ムービン・オン"』は休止となる。また、このパレードは休止している『ディズニー・ドリームス・オン・パレード"ムービン・オン"』と同じNTTドコモがスポンサーになっている。
パレード構成と登場キャラクター
1段目がフロートの名称、2段目がそのフロートに乗っているキャラクター。フロートの名称はディズニーファンでの名称。
1. オープニング
ミッキーマウス、ミニーマウス、スノーマンジュニア
2. 「オールド・ファッション・クリスマス」ユニット
ドナルドダック、デイジーダック、スクルージ・マクダック、チップとデール
3. 「カントリークリスマス」ユニット
プルート、ブレア・ラビット、ブレア・ベア、ブレア・フォックス、クララ・クラック、ホーレス・ホースカラー、クララベル・カウ、ウッディ、ジェシー
4. 「ハワイアンのクリスマス」ユニット
スティッチ、リロ、エンジェル、フィリックス、クラリス
5. 「ロイヤル・ロマンティック・クリスマス」ユニット
白雪姫、プリンス、ベル、ビースト（人間）、オーロラ姫、フィリップ王子、フェアリーゴッドマザー、シンデレラ、プリンス・チャーミング
6. 「おもちゃ工房」ユニット
グーフィー、マイク、サリー
7. 「おもちゃと贈り物」ユニット
ダンボ、ピノキオ、テディベア、バズ・ライトイヤー
8. フィナーレ
サンタクロース
9. クロージング
スポンサーフロート

トウィンクル・ホリデーモーメント
キャッスルショー。1日2回公演（12月1日のみ1回公演）。公演時間約15分
シンデレラ城の城門前に設けられた小ステージにキャラクターが登場し、クリスマスソングを歌うと共にシンデレラ城のライトアップを行う。後に、この時の楽曲の一部がアメリカのWDWで2010年の花火の曲として使われている。
登場キャラクター
ミッキーマウス、ミニーマウス、ドナルドダック、デイジーダック、グーフィー、プルート、チップとデール、クラリス
東京ディズニーランド・エレクトリカルパレード・ドリームライツ クリスマスバージョン

## 2007年
開催期間2007年11月7日〜12月25日
エンターテイメント
ディズニー・クリスマスドリームス・オン・パレード (Disney`s Christmas Dreams on Parade)
パレード。1日1回公演。パレード自体は、2007年11月1日から11月6日の間もも1日1回開催された。
パレードルートにて3回停止してショーを公演する。
2006年と同じように昼のパレードのフロートにクリスマスのデコレーションを施したものとなったが、使用するフロートは多少変更している。
新たに追加となったフロートはミニーの天使に囲まれたフロートである。
クリスマスのデコレーションを施すフロートの変更。
数年ぶりにクリスマスパレードではマーチングが先頭となったほか、ミニーとミッキーも別々になった。前年とは違い、新曲となった。
リロ&スティッチのアロハ・クリスマス (Lilo&Stitch's Aloha Christmas)
ミニパレード。1日2回公演。
リロとスティッチがゲストにハワイのクリスマスを紹介するという趣旨のミニパレード。
楽曲は2006年のパレードの曲がベースとなっている。フロートは３台ですべて、『リロ&スティッチのフリフリ大騒動〜Find Stitch!〜』で行われたパレード「フリフリ・オハナ・バッシュ」で使用されたフロートにクリスマスデコレーションなどを施したものを使用している。
リロ&スティッチのレイニー・デイ・グリーティング
リロ&スティッチのアロハ・クリスマスの雨天版として実施されることがあった。
トウィンクル・ホリデーモーメント (Twinkle Holiday Moment)
1日2回公演。公演時間約7分
シンデレラ城がライトアップされ、ミッキーマウスらが登場する。内容は去年と変わらないがミッキーマウスらのコスチュームが人気があった2000年のゴールドの衣装となった。
クリスマスウィッシュ・イン・ザ・スカイ
花火。1日1回開催。

## 2008年
キャッチコピーは「クリスマスにはどんな夢もかなうんだ」
開催期間2008年11月7日〜12月25日
エンターテイメント
ミッキーのジョリースノータイム (Mickey's Jolly Snowtime)
25周年のクリスマスメインショーで、3年ぶりに復活したキャッスルショー。1日3回公演。公演時間約25分
ミッキーたちがウィンターホリデーを楽しもうと“雪の世界”を訪れ、雪だるまたちの可愛らしいダンスや、雪の妖精たちによるダイナミックなパフォーマンスが繰り広げられた。ステージは今までにない大きなもので鑑賞エリアまではり出ているものである。
スティッチ・プレゼンツ“ハッピーホリデー・グリーティング” (Stitch Presents“A Happy Holiday Greeting”)
パレード。1日回公演。
スティッチとエンジェルによるグリーティングパレードで、伝統的なクリスマスツリーやソリなどの飾り付けを施し、パレードルートを1周した。クリスマスツリーのフロートは2006年、2007年のディズニー・クリスマスドリームス・オン・パレードのものと同じで、飾り付けをハワイ風のクリスマスにアレンジしている。曲は2006年のディズニー・クリスマスドリームス・オン・パレードのものを多少アレンジしているものの、完全に再利用となった。
クリスマスウィッシュ・イン・ザ・スカイ (Christmas Wishes in the Sky)
花火。

## 2009年
キャッチコピーは「クリスマスを連れて、パレードがやってきた!」
パーク内のデコレーションは、東京ディズニーシーのハーバーサイド・クリスマスで公演されてきた『キャンドルライト・リフレクションズ』の終演に合わせて、キャンドルをモチーフとしている。フォトスポットのプラザ中心のデコレーションのキャラクターの部分はオルゴールとなり、時折オルゴール調の曲に乗せてまわる。夜はそれに合わせてシンデレラ城にツリーやスノーマウス、雪の結晶、ベルなどが映しだされた。
クリスマスのパレード『ホワイトホリデーパレード』の他に、通常のパレード『ジュビレーション!』も期間中に通常開催される。なお、悪天候（雨(状況による)、強風等）により、中止、内容変更がある。
開催期間2009年11月10日〜12月25日
エンターテイメント
ホワイトホリデーパレード (White Holiday Parade)
パレード。1日2回公演。
“雪の世界”となったおとぎの国で雪だるまたちや、雪の妖精たちとともにディズニーの仲間たちと繰り広がれる心温まる楽しいパレードである。
2008年のキャッスルショー『ミッキーのジョリースノータイム』と同じ曲「スノータイム」と新たに「ハッピー・ホリデー」が使用されていたり、 『ミッキーのジョリースノータイム』に登場したスノーマウスが登場する。また、2009年11月9日には正式な発表はないものの公式ＨＰのスケジュールを見るとジュビレーションの開始時間が１時間ほど早くなっており、このパレードのスニークが行われた。
フロートはすべて新規制作されているが、ポインセチアのツリーのフロートは2006〜2008年のクリスマスパレードで使用されたツリーのフロートの装飾を大幅リニューアルしたものである。
パレード構成
1. スノーマンユニット
雪の滑り台を小さなスノーマン達が楽しそうに滑っている。
スノーマウス、ドナルド、デイジー、スノーランドのエルフ達など
2. ウィンターフォレストユニット
プーさんたちが雪遊びして楽しんでいる。
プーさん、ティガー、ピグレット、イーヨーなど
3. トイポックスユニット
おもちゃの世界でトイストーリーの仲間たちがクリスマスを楽しんでいる。
ウッディー、バズなど
4. ホワイトホリデーユニット
ミッキーとミニーがスケートをして楽しんでいる。グーフィーは息子と一緒にパレードルート上でボードに乗って楽しんでいる。
ミッキー、ミニー、プルート、グーフィーなど
5. ティーパーティーユニット
アリス達のワンダーランドにも雪が降り積もりアリスやマッドハッター達はクリスマスティーパーティーをやっている。
シャム猫、アリス、マッドハッターなど
6. サンタクロースユニット
大きなポインセチアいっぱいで飾られたツリーがくる。ツリーだけのフロートでキャラクターは乗っていないがパレードルート上でチップとデール、クラリスの３人がダンサーと同じ衣装でクリスマスを踊りながら、時折アドリブでゲストを楽しませたりしている。
チップ、デール、クラリスなど
7. サンタクロースユニット
前のフロートと同じ名前のフロートだがサンタクロースがソリーに乗ってやってくる。また、サンタクロースのまわりにはプレゼントがいっぱいで、大きなフロートである。
（サンタクロースが最後に登場する構成は2006年のとき以来である。また、ミッキー、ミニーが同じフロートに登場するのも３年ぶりのことである。）

そのほかに各フロートの間にはトランポリンのフロートがありダンサーがそれを押している。ダンスタイムになるとダンサーがトランポリンの上でクリスマスソングにのせてアクロバットなダンスが見られた。
使用曲
1. ひいらぎ飾ろう
2. スノータイム
3. ハッピー・ホリデー
4. ホワイト・クリスマス
5. 雪やこんこん
6. 君は友だち
7. くまのプーさん
8. 不思議の国のアリス
9. ジングル・ベル
10. 素敵な冬景色
11. レット・イット・スノー
12. そりすべり
13. イッツ・ザ・モスト・ワンダフル・タイム・オブ・ジ・イヤー

東京ディズニーランド・エレクトリカルパレード・ドリームライツ クリスマスバージョン

クリスマスウィッシュ・イン・ザ・スカイ (Christmas Wishes in the Sky)

スーパードゥーパー・ジャンピンタイム クリスマスバージョン
ミッキーマウスたちとカエルたちの聖歌隊“クリスマス・ ケロラーズ”とがクリスマスコンサートを開く際のドタバタを描くショー。

## 2010年
キャッチコピーは「夢がある！雪が降る！東京ディズニーランドのクリスマス」
クリスマスのパレード『ホワイトホリデーパレード』の他に、通常のパレード『ジュビレーション!』も期間中に通常開催される。なお、悪天候（雨(状況による)、強風等）により、中止、内容変更がある。
開催期間2010年11月8日〜12月25日
エンターテイメント
ホワイトホリデーパレード (White Holiday Parade)
パレード。1日2回公演。
“雪の世界”となったおとぎの国で雪だるまたちや、雪の妖精たちとともにディズニーの仲間たちと繰り広がれる心温まる楽しいパレードである。
2008年のキャッスルショー『ミッキーのジョリースノータイム』をパレードにしたようなものである。今年も2008年の『ミッキーのジョリースノータイム』に登場したスノーマウスが登場する。
フロートはすべて去年のものを再度使用するが、新たに2台新しいフロートが加わるほかミッキーやミニーのコスチュームはくるみ割り人形を模したものに新しくなる。また、新たにティンカーベルやテレンスも登場する。
東京ディズニーランド・エレクトリカルパレード・ドリームライツ クリスマスバージョン

スターブライト・クリスマス (Starbright Christmas)

スーパードゥーパー・ジャンピンタイム クリスマスバージョン
ミッキーマウスたちとカエルたちの聖歌隊“クリスマス・ ケロラーズ”とがクリスマスコンサートを開く際のドタバタを描くショー。

## 2011年
悪天候（雨(状況による)、強風等）により、中止、内容変更がある。
開催期間2011年11月7日〜12月25日
エンターテイメント
ディズニー・サンタヴィレッジ・パレード
パレード。1日2回公演。
「ディズニー・サンタヴィレッジ」はサンタの村。村では、サンタクロースとミッキーマウスをはじめとするディズニーの仲間たちが、クリスマスの準備をしている。
パレードは途中3か所で停止し、ショーモードとなる。
東京ディズニーランド・エレクトリカルパレード・ドリームライツ クリスマスバージョン

スターブライト・クリスマス (Starbright Christmas)

トゥインクリング・クリスマスキャッスル
日没から随時実施。1回約4分。
クリスマスソングのメドレーが流れ、クリスマスのモチーフがシンデレラ城にライトアップされ、人工雪が降る。
スーパードゥーパー・ジャンピンタイム クリスマスバージョン
2011年11月1日から先行公演が行なわれる。
ミッキーマウスたちとカエルたちの聖歌隊“クリスマス・ ケロラーズ”とがクリスマスコンサートを開く際のドタバタを描くショー。

## 2012年
悪天候（雨(状況による)、強風等）により、中止、内容変更がある。
開催期間2012年11月7日〜12月25日
エンターテイメント
ディズニー・サンタヴィレッジ・パレード
パレード。1日2回公演。
2011年版との違い
- 三匹のこぶたが乗るラッピング工房フロート、およびフロートに従うダンサーが追加された。

東京ディズニーランド・エレクトリカルパレード・ドリームライツ クリスマスバージョン

スターブライト・クリスマス (Starbright Christmas)

トゥインクリング・クリスマスキャッスル
日没から随時実施。1回約4分。
クリスマスソングのメドレーが流れ、クリスマスのモチーフがシンデレラ城にライトアップされ、人工雪が降る。
スーパードゥーパー・ジャンピンタイム クリスマスバージョン
ミッキーマウスたちとカエルたちの聖歌隊“クリスマス・ ケロラーズ”とがクリスマスコンサートを開く際のドタバタを描くショー。

## 2013年
CMには木村文乃、八木のぞみが起用された。CMは、木村がクリスマスイベント開催中の東京ディズニーランドで疎遠になっていた友人（八木）と2年ぶりに再会する内容になっている。
開催期間2013年11月7日〜12月25日
エンターテイメント
ディズニー・サンタヴィレッジ・パレード
パレード。1日2回公演。
2012年版からの変更点
- ミッキーマウス、ミニーマウスの衣装が変更された。
- 一部出演者の衣装が変更された。
- ゲスト参加パートでのダンスの内容が変更された。
- パレードの音楽が全編変更された。

東京ディズニーランド・エレクトリカルパレード・ドリームライツ クリスマスバージョン

『ピートとドラゴン』のドラゴン（エリオット）のフロートがリニューアルされた。
スーパードゥーパー・ジャンピンタイム クリスマスバージョン
11月1日から先行開催。

## 2014年
開催期間2014年11月7日〜12月25日
エンターテイメント
ディズニー・サンタヴィレッジ・パレード
2012年版からの変更点
- 一部キャラクター、出演者の衣装が変更。
- パレードの音楽の変更。

公演情報
- 公演回数 1回2日
- 公演場所 パレードルート
- 出演者数 約110名

東京ディズニーランド・エレクトリカルパレード・ドリームライツ クリスマスバージョン

スーパードゥーパー・ジャンピンタイム クリスマスバージョン

## 2015年
開催期間
2015年11月9日-12月25日
エンターテインメント
ディズニー・クリスマス・ストーリーズ
2015年から新たに公演されたパレード。
ディズニーの仲間たちが「大切な人たちと一緒に過ごすファンタジックで楽しいクリスマスの物語」をテーマとし、パレードは「絵本の中から飛び出してきた物語」をモチーフとしている。
メインテーマ曲は、ミュージカル「メイム」の挿入歌「ささやかなクリスマスを（We Need A Little Christmas）」。過去にも、2002年のキャッスルショー「スパークリング・クリスマス・フォー・ユー」でもこの曲が使われている。
途中、ウエスタンランド/ファンタジーランド、プラザ、トゥモローランド/トゥーンタウンでパレードが停止、ショーモードとなる。鐘の音が高らかに鳴り、クリスマスパーティーの始まりを告げる。クリスマスソングの響く中、ディズニーの仲間たちが鈴を鳴らしパーティーを盛り上げる。フィナーレはパレードルートに雪が舞い、ゲストとともに心温まるクリスマスを祝う。
公演情報
- 公演場所:パレードルート
- 公演回数:1日2回
- 公演時間:約45分
- 出演者数:約100名

パレード構成と主な出演キャラクター
1. ドナルドダックたちのアットホームなクリスマス 
ドナルドダック、デイジーダック、スクルージ・マクダック、ヒューイ・デューイ・ルーイ
2. 常夏のハワイのクリスマス 
リロ、スティッチ、エンジェル （『リロ・アンド・スティッチ』）
3. おもちゃの世界のにぎやかなクリスマス 
ウッディ、バズ・ライトイヤー、ジェシー、ブルズアイ、グリーンアーミーメン （『トイ・ストーリー』）（グリーンアーミーメンは徒歩での出演。天候によっては登場しない。）
4. ミッキーと仲間たちの楽しいクリスマス 
ミッキーマウス、ミニーマウス、グーフィー、マックス、チップとデール、プルート （プルートはトナカイたちと共にフロートの前方を徒歩で出演。天候によっては登場しない。）
5. ベルとビーストのロマンティックなクリスマス 
ベル、ビースト （『美女と野獣』）
6. 白雪姫とこびとたちの温かなクリスマス 
白雪姫、七人のこびと （『白雪姫』）
7. アナとエルサの雪と氷の世界 
アナ、エルサ、オラフ （『アナと雪の女王』）

東京ディズニーランド・エレクトリカルパレード・ドリームライツ クリスマスバージョン
2015年のリニューアル後初のクリスマスバージョンとなる。

スーパードゥーパー・ジャンピンタイム クリスマスバージョン

スターブライト・クリスマス (Starbright Christmas)

アトモスフィアショー
下記のアトモスフィアショーはクリスマスバージョンでの公演となる。
- 東京ディズニーランド・バンド
- バイシクル・ピアノ

デコレーション
エントランスとプラザに”ディズニーの仲間たちたちのクリスマスの世界があふれるストーリーブック”をテーマにしたデコレーションが設置される。
各テーマランドにもクリスマスツリーやフォトロケーションが登場する。
アトラクション
ホーンテッドマンション”ホリデーナイトメアー”
開催期間は9月5日-翌年1月4日。
カントリーベア・シアター”ジングルベル・ジャンボリー”
開催期間は11月2日-12月28日。
ディズニー・ギャラリー
サンタクロースに扮したミッキーマウスを描く「ディズニー・ドローイングクラス」を開講する。
ウエスタンランド・シューティングギャラリー
景品として貰えるピンバッジがクリスマス限定で「トイ・ストーリー」のウッディのデザインになる。

## 2016年
「ストーリーブックからあふれ出す ディズニーの仲間たちのクリスマス」をテーマに開催される。2016年11月7日にはプレスプレビューとして公開された。
開催期間
2016年11月8日-12月25日
エンターテインメント
ディズニー・クリスマス・ストーリーズ
2015年版からの変更点
- ミッキー、ミニー、プルートの衣装が変更された。
- フロートの並び順が変更された。

公演情報
- 公演場所:パレードルート
- 公演回数:1日2回
- 公演時間:約45分
- 出演者数:約100名

東京ディズニーランド・エレクトリカルパレード・ドリームライツ クリスマスバージョン

スーパードゥーパー・ジャンピンタイム クリスマスバージョン

アトモスフィアショー
下記のアトモスフィアショーはクリスマスバージョンでの公演となる。
- 東京ディズニーランド・バンド
- バイシクルピアノ
- ジャングル・サウンデュオ
- ワイルドウエスト・チャンス
- ラウンドアップ&プレイ
- オーパス・ファイブ
- ジュニア・ヒーローズ
- ファン・メンテナンス
- ウェルカムフラワーバンド
- ジップンズーム・ガイドツアー

デコレーション
エントランスとプラザに”ディズニーの仲間たちたちのクリスマスの世界があふれるストーリーブック”をテーマにしたデコレーションが設置されるほか、ファンタジーランドには新たに体験型フォトロケーションが設置されゲストは『ピーターパン』の飛び出す絵本の中に入り込んだかのような写真が撮影できる。
各テーマランドにもクリスマスツリーやフォトロケーションが登場する。
アトラクション
ホーンテッドマンション”ホリデーナイトメアー”
開催期間は9月3日-翌年1月4日。
カントリーベア・シアター”ジングルベル・ジャンボリー”
開催期間は11月7日-12月28日。
ウエスタンランド・シューティングギャラリー
景品として貰えるピンバッジがクリスマス限定で「トイ・ストーリー」のウッディのデザインになる。

## 2017年
「ディズニーの仲間たちのクリスマスがあふれ出すストーリーブック」をテーマに開催される。
開催期間
2017年11月8日-12月25日
エンターテインメント
ディズニー・ギフト・オブ・クリスマス
「クリスマスの贈り物」をテーマにしたキャッスルプロジェクションである。
この冬だけのキャッスルプロジェクション。

公演情報
- 公演場所:シンデレラ城
- 公演回数:1日1〜2回
- 公演時間:約15分

ディズニー・クリスマス・ストーリーズ
2016年版からの変更点
- パレードが「トゥモローランド/トゥーンタウン」では停止しなくなり、停止回数が2回に減少する。
- 日本航空 (JAL)がパレードの協賛を行い、パレードの最後にはJALのロゴマークがデザインされたカートが登場する

公演情報
- 公演場所:パレードルート
- 公演回数:1日2回
- 公演時間:約40分
- 出演者数:約110名

東京ディズニーランド・エレクトリカルパレード・ドリームライツ クリスマスバージョン

スーパードゥーパー・ジャンピンタイム クリスマスバージョン

アトモスフィアショー
下記のアトモスフィアショーはクリスマスバージョンでの公演となる。
- 東京ディズニーランド・バンド
- バイシクルピアノ
- サックス・フォー
- ワイルドウエスト・チャンス
- ラウンドアップ&プレイ
- オーパス・ファイブ
- ファン・メンテナンス
- ウェルカムフラワーバンド
- ジップンズーム・ガイドツアー

デコレーション
エントランスやプラザには新たに、ディズニーの仲間たちがクリスマス楽しむデザインをされたデコレーションが設置されるほか、各テーマランドにも装飾や体験型フォトロケーションが登場する。
アトラクション
ホーンテッドマンション”ホリデーナイトメアー”
開催期間は9月2日-翌年1月3日。
カントリーベア・シアター”ジングルベル・ジャンボリー”
開催期間は11月3日-12月28日。
ウエスタンランド・シューティングギャラリー
景品として貰えるピンバッジがクリスマス限定で「トイ・ストーリー」のウッディのデザインになる。